# Hausgesess
Hausgesess (auch: Hausgesäß) ist eine frühneuhochdeutsche Bezeichnung für einen festen Wohnsitz in einem Haus oder einer Kate mit eigener Feuerstelle bzw. für den gesamten dort wohnhaften Haushalt und hat somit die Bedeutung von „in einem Haus ansässig“. Demgemäß ist ein Hausgesessener ein erwachsener männlicher Haushaltsvorstand und Bewohner eines Hauses oder einer Kate mit eigener Feuerstelle, ohne dass er unbedingt auch der Eigentümer sein muss. 

## Wortherkunft
Der Begriff ist abgeleitet vom mittelhochdeutschen hūs-gesëzze = Haus + Wohnsitz = Hausbewohner bzw. die zum Haushalt gehörenden Personen.

## Geschichte
Bis in das 18. Jahrhundert war es gebräuchlich, bei Volkszählungen, Steuerbüchern und Ähnlichem in einer Ortschaft die Anzahl der Hausgesesse – „hausgesessene“ Männer sowie Witwen mit eigenem Haus – zu erfassen und anzugeben, so dass es sich im Grunde um Haushaltszählungen handelte. Frauen, Kinder, Dienstleute und sonstige bei Hausgesessenen einquartierte Beisassen wurden dabei nicht gezählt.
Ab dem 18. Jahrhundert wurde allmählich dazu übergegangen, die tatsächliche Einwohnerzahl zu ermitteln, bis im 19. Jahrhundert schließlich der Begriff der Hausgesesse an Bedeutung verlor und nicht mehr benutzt wurde.